# Hyadina rufipes
Hyadina rufipes är en tvåvingeart som först beskrevs av Johann Wilhelm Meigen 1830.  Hyadina rufipes ingår i släktet Hyadina och familjen vattenflugor. Arten är reproducerande i Sverige. Inga underarter finns listade i Catalogue of Life.